# رسالة إلى الأخت بينيديكتا (رواية)
رسالة إلى الأخت بينيديكتا (بالإنجليزية: Letter to Sister Benedicta)‏ هي رواية للكاتبة الإنجليزية روز تريمين، نشرت عام 1978، عن دار نشر في المملكة المتحدة.